# 1901 (노래)
《1901》는 프랑스의 인디 팝 밴드 피닉스의 노래다. 2009년 2월 23일 V2 레코드에 의해 출시되었다.

## 곡 목록
| #  | 제목     | 재생 시간 |
| -- | -------- | --------- |
| 1. | 〈1901〉 | 5:11      |